# María Oropeza
María Andreína Oropeza Camacho (Guanare, Venezuela, 9 de mayo de 1994) es una abogada y activista política venezolana. Durante las elecciones presidenciales de Venezuela de 2024, ha sido jefa del Comando ConVenezuela y coordinadora del partido opositor Vente Venezuela en el estado Portuguesa.
María fue detenida el 6 de agosto de 2024 por funcionarios de la Dirección General de Contrainteligencia Militar (DGCIM), días después de las elecciones. Después de desconocerse su paradero, actualmente se encuentra recluida en el El Helicoide, un centro de torturas del régimen de Nicolás Maduro.

## Carrera
Como activista, Oropeza ha documentado las violaciones de derechos humanos en el estado Portuguesa por años y ha acudido a instancias como la Organización de Estados Americanos. Durante las elecciones presidenciales de 2024, documentó las detenciones arbitrarias ocurridas en su estado.

## Detención
Fue detenida en la noche del 6 de agosto de 2024 por funcionarios de la Dirección General de Contrainteligencia Militar (DGCIM), cuando allanaron su casa por la fuerza y sin una orden judicial. María transmitió los hechos en vivo en Instagram.El director de la DGCIM, Alexander Granko Arteaga, posteriormente publicó en redes sociales un video de la detención y el traslado, musicalizado con audio de Freddy Krueger, donde María Oropeza también se ve esposada y subida a un avión.
La coalición opositora de la Plataforma Unitaria ha denunciado su detención y la ha calificado como arbitraria. Para el 8 de agosto, se desconocía la información sobre su paradero.Actualmente se encuentra recluida en el centro de torturas del régimen de Nicolás Maduro conocido como El Helicoide.